# Augusto Rivera Parga
Augusto Rivera Parga (San Fernando, 25 de junio de 1883-Santiago, 3 de noviembre de 1949) fue un marino y político chileno, miembro del Partido Radical (PR). Se desempeñó como intendente de las provincias de Concepción (1921-1924) y Santiago (1938-1940); bajo los gobiernos de los presidentes Arturo Alessandri y Pedro Aguirre Cerda, respectivamente. También, ejerció como senador por la 7.ª Agrupación Provincial (Ñuble, Concepción, Biobío), desde 1926 hasta 1932.

## Familia y estudios
Nació en la comuna chilena de San Fernando el 25 de junio de 1883, hijo de Domingo Rivera Cruzat y Dolores Parga Olmos de Aguilera. Su hermano Jorge, de profesión arquitecto, se dedicó también a la política, militando de igual manera en el Partido Radical y ejerciendo como intendente de la provincia de Concepción entre 1946 y 1950; bajo el gobierno del presidente Gabriel González Videla. Realizó sus estudios primarios en el Liceo de Hombres de San Fernando, y luego ingresó a la Escuela Naval Arturo Prat retirándose voluntariamente con el grado de teniente segundo.
Se casó el 11 de octubre de 1906 con Ana Parga Cuevas, con quien tuvo siete hijos.

## Carrera profesional
En el ámbito laboral, se desempeñó como ingeniero hidrógrafo de la Dirección General de Obras Públicas (DGOP) del Ministerio de Industria y Obras Públicas desde 1906 hasta 1910. Luego, actuó como liquidador de seguros en Concepción, Valparaíso y Santiago, desde 1910 hasta aproximadamente 1936. De la misma manera, fue director de la Compañía de Seguros Lloyd de Chile, y trabajó como redactor del diario El Sur de Concepción.
Por otra parte, en 1919, fue uno de los participantes en la fundación de la Universidad de Concepción, fungiendo como vicepresidente del establecimiento, y creador y presidente de las Colonias Escolares de la misma ciudad.
También, fue miembro de la Sociedad de Instrucción Primaria de Concepción y de la Liga de Estudiantes Pobres, ocupando en ambas instituciones los cargos de director y presidente. Asimismo, fue socio del Club de Concepción, del Club El Caleuche y del Rotary Club.

## Carrera política
Militó en las filas del Partido Radical (PR), siendo director y presidente de la Asamblea Radical de Concepción, y presidente nacional del partido en 1929. En 1921, fue nombrado por el presidente liberal Arturo Alessandri como intendente de la provincia de Concepción, cargo que ocupó hasta el fin del gobierno en 1924.
A continuación, en las elecciones parlamentarias de 1925 postuló como candidato a senador en representación de la 7.ª Agrupación Provincial (correspondiente a las provincias de Ñuble, Concepción y Biobío), resultando electo por el período legislativo 1926-1934. En su gestión integró la Comisión Permanente de Gobierno, la que presidió; la de Trabajo y Previsión Social; y la de Obras Públicas y Vías de Comunicación. Sin embargo, no logró finalizar su período parlamentario debido a la disolución del Congreso Nacional, mediante decreto de una Junta de Gobierno instaurada tras un golpe de Estado.
Retornó a la esfera política el 24 de diciembre de 1938, al ser nombrado por el recién asumido presidente radical Pedro Aguirre Cerda como intendente de la provincia de Santiago, función que dejó el 4 de marzo de 1940. Tras dejar el cargo gubernamental, fue interventor en las gestiones de compra por el Estado del Ferrocarril de Lebu a Los Sauces, y fue nombrado como vicepresidente de la estatal Corporación de Reconstrucción y Auxilio, creada por Aguirre Cerda en 1939, con motivo del terremoto de Chillán de ese año. Durante el ejercicio de sus cargos públicos, se preocupó de la mantención de fondos de la Lotería de Concepción como ayuda a la universidad de la zona; y consiguió fondos para reedificar el Liceo de Niñas y construir otros edificios públicos.
Fue condecorado con el grado de comendador de la Orden de la Corona de Italia y Palmas Académicas de Francia. Falleció en Santiago de Chile el 3 de noviembre de 1949, a los 66 años. A modo de homenaje, se bautizó en su nombre la «Avenida Augusto Rivera Parga», ubicada en el Barrio Universitario de Concepción.